# Glee (TV-serija)
Glee (izvirno Glee) je ameriška glasbena drama, ki jo je premierno prikazal FOX 19. maja 2009.
Enourna glasbena komedija sledi optimističnemu srednješolskemu učitelju Williamu Schuesterju, ki si zada prav posebno misijo. Preobraziti in navdahniti šolsko pevsko plesno ekipo, nekoč slavno skupino Glee, da bi bila pripravljena za nastope na največjih in najbolj prestižnih tekmovanjih.

## Sezone
| Sezone   | Epizode | Prvič predvajano na FOX           | Prvič predvajano na TV3            |
| -------- | ------- | --------------------------------- | ---------------------------------- |
| 1.sezona | 22      | 19. maj 2009 - 8. junij 2010      | 8. september 2010 - 5. januar 2011 |
| 2.sezona | 22      | 21. september 2010 - 24. maj 2011 |                                    |
| 3.sezona | 22      | 20. september 2011 - 22. maj 2012 |                                    |
| 4.sezona | 22      | 13. september 2012 - 9. maj 2013  |                                    |
| 5.sezona | 20      | 26. september 2013 - 13. maj 2014 |                                    |
| 6.sezona | 13      | 9. januar 2015 - 20. marec 2015   |                                    |

### Prva sezona
Zgodba sledi srednješolskemu učitelju španščine Williamu Schuesterju, ki si zada prav posebno misijo: znova pripraviti šolsko pevsko plesno skupino za največja tekmovanja. V šoli poišče talente za novo skupino, imenovano Nove smeri (New Directions). Mercedes - nadebudno divo, ki si želi postati nova Aretha Franklin, modno ozaveščenega Kurta, punk-rockerico Tino Cohen-Chang, na invalidski voziček prikovanega Artia, pevko Quinn iz navijaške skupine, slave lačno in nadvse odločeno Rachel Berry ter igralca šolske nogometne ekipe Finna. Skupina se spopade s financami, svojim ugledom, ugledom skupine ter nosečnostjo ene izmed pevk. Willu težave doma povzroča žena, v šoli pa trenerka navijaške skupine Sue, poleg vsega pa se mu življenje zapleta še zaradi čustev med njim in Emmo Pilsbury, šolsko psihologinjo. Ob koncu sezone se skupina udeleži regionalnega tekmovanja, medtem pa Quinn dočaka dogodek, ki bo spremenil njeno življenje.

#### Epizode
| Št. v seriji | Št. v sezoni | Naslov               | Režija               | Prvič predvajano (ZDA) |
| --- | ------------ | -------------------- | -------------------- | ---------------------- |
| 1 | 1            | Pilot                | Ryan Murphy          | 19. maj 2009           |
| Srednješolski učitelj Will Schuester poskuša ponovno oživiti pevski klub - Glee. |              |                      |                      |                        |
| 2 | 2            | Showmance            | Ryan Murphy          | 9. september 2009      |
| Nove smeri prvič nastopijo pred občinstvom in šokirajo gledalce. Rachel se začne zavedati svojih čustev do Finna. |              |                      |                      |                        |
| 3 | 3            | Acafellas            | John Scott           | 16. september 2009     |
| Will ustanovi moško vokalno skupino "Acafellas", zaradi česar se oddalji od Gleeja. |              |                      |                      |                        |
| 4 | 4            | Preggers             | Brad Falchuk         | 23. september 2009     |
| Kurt se pridruži ekipi ameriškega nogometa, da bi navdušil očeta. Sue na pomoč pokliče Sandyja Riversa, predhodnega moderatorja pevske skupine, da skupaj zrušita Nove smeri.                                                   |              |                      |                      |                        |
| 5 | 5            | The Rhodes Not Taken | John Scott           | 30. september 2009     |
| Will želi v skupino prinesti malo svežine, zato povabi nekdanjo članico kluba April Rhodes, da začini zadeve. Sprva gre vse po načrtu, vendar William kmalu ugotovi, da se določeni deli kluba zaradi April izgubljajo.         |              |                      |                      |                        |
| 6 | 6            | Vitamin D            | Elodie Keene         | 7. oktober 2009        |
| Glee se razdeli v žensko in moško skupino za namen prijateljskega tekmovanja. Terri dobi na šoli službo kot medicinska sestra, saj želi imeti Willa pod nadzorom.                                                               |              |                      |                      |                        |
| 7 | 7            | Throwdown            | Paris Barclay        | 14. oktober 2009       |
| Sue poskuša naščuvati člane Glee-ja enega proti drugemu, prava drama pa se začne, ko ju ravnatelj Figgins z Willom pokliče v svojo pisarno.                                                                                     |              |                      |                      |                        |
| 8 | 8            | Mash-Up              | Elodie Keene         | 21. oktober 2009       |
| Za posebno priložnost naredi Will, ki je bil navdahnjen s strani svojih učencev, mešanico dveh pesmi. Nekateri dijaki McKinleya doživijo hladen tuš, saj se vloge popularnih zamenjajo, Sue pa pokaže tudi svojo nežnejšo plat. |              |                      |                      |                        |
| 9 | 9            | Wheels               | Paris Barclay        | 11. november 2009      |
| Šola nima denarja, da bi plačala avtobus z nastavitvami za invalidne osebe, drugim pa ni mar za Artieja. Shue zato nadebudnim pevcem odredi cel teden drugačnega načina življenja.                                              |              |                      |                      |                        |
| 10 | 10           | Ballad               | Brad Falchuk         | 18. november 2009      |
| V tednu, namenjenemu baladam, se člani razdelijo v pare, zaradi neparnega števila pa mora vskočiti tudi učitelj sam. |              |                      |                      |                        |
| 11 | 11           | Hairography          | Bill D'Elia          | 25. november 2009      |
| Zaskrbljen, da Sue nekaj naklepa, se Will odpravi na obisk na rivalni šoli, da bi poizvedel, ali sta dobili kakšne informacije, ki jih ne bi smeli.                                                                             |              |                      |                      |                        |
| 12 | 12           | Mattress             | Elodie Keene         | 2. december 2009       |
| Ko je rečeno, da zaradi pomanjkanja denarja v šolskem zborniku ne bo slike pevskega kluba, si vsi oddahnejo, Will pa se s tem noče sprijazniti.                                                                                 |              |                      |                      |                        |
| 13 | 13           | Sectionals           | Brad Falchuk         | 9. december 2009       |
| Družba se udeleži prvega lokalnega tekmovanja, še prej pa Quinnino skrivnost izve Finn, ki zapusti klub in celo ogrozi njegov obstoj.                                                                                           |              |                      |                      |                        |
| 14 | 14           | Hell-O               | Brad Falchuk         | 13. april 2010         |
| Z novim zagonom se Glee pripravlja na regijsko tekmovanje, medtem ko se Rachel in Finn soočata s svojimi novimi težavami. |              |                      |                      |                        |
| 15 | 15           | The Power of Madonna | Ryan Murphy          | 20. april 2010         |
| Zaradi nespoštovanja moškega dela ekipe do ženskega Will razglasi teden, posvečen ikoni Madonni. |              |                      |                      |                        |
| 16 | 16           | Home                 | Paris Barclay        | 27. april 2010         |
| Kurt nastavi svojega očeta Burta Finnovi mami Carol, saj bi se rad zbližal s Finnom, vendar se mu načrt ne odvije, kot bi si želel.                                                                                             |              |                      |                      |                        |
| 17 | 17           | Bad Reputation       | Elodie Keene         | 4. maj 2010            |
| Sue izvede raziskavo, ko nekdo objavi seznam članov kluba z lestvico glede na popularnost. |              |                      |                      |                        |
| 18 | 18           | Laryngitis           | Alfonso Gomez- Rejon | 11. maj 2010           |
| Rachel zagrabi panika, ko začasno izgubi svoj glas. Kurt se želi dokazati očetu, zato spremeni svojo osebnost. |              |                      |                      |                        |
| 19 | 19           | Dream On             | Joss Whedon          | 18. maj 2010           |
| Brian Ryan, Willov sovražnik iz preteklosti, povzroča težave Novim smerem. Rachel se sooča s težavami, ki se dotikajo njene identitete.                                                                                         |              |                      |                      |                        |
| 20 | 20           | Theathricality       | Ryan Murphy          | 25. maj 2010           |
| Will opogumi svoje varovance, da se izražajo s pomočjo glasbe Lady Gaga. Tina medtem sprejme sebe kot darkerico, četudi ji to sprva ni dovoljeno.                                                                               |              |                      |                      |                        |
| 21 | 21           | Funk                 | Elodie Keene         | 1. junij 2010          |
| Mercedes pomaga Quinn najti njeno bolečo stran, Will pa najde način, kako se maščevati Sue za njena dejanja. |              |                      |                      |                        |
| 22 | 22           | Journey to Regionals | Brad Falchuk         | 8. junij 2010          |
| Na regijskem tekmovanju Glee čaka presenečenje - Sue je ena izmed sodnikov. Njihove možnosti za zmago se tako znatno zmanjšajo.                                                                                                 |              |                      |                      |                        |

## Glavni igralci
- Dianna Agron - Quinn Fabray
- Chris Colfer - Kurt Hummel
- Jessalyn Gilsig - Terri Schuester
- Jane Lynch - Sue Sylvester
- Jayma Mays - Emma Pillsbury
- Kevin McHale - Artie Abrams
- Lea Michele - Rachel Berry
- Cory Monteith - Finn Hudson
- Matthew Morrison - William "Will" Schuester
- Amber Riley - Mercedes Jones
- Mark Salling - Noah "Puck" Puckerman
- Jenna Ushkowitz - Tina Cohen-Chang
- Darren Criss - Blaine Anderson
- Naya Rivera - Santana Lopez
- Heather Morris - Britanny S. Pierce

## Nagrade in priznanja
- 2009 5 nagrad Satellite in še 1 nominacija
- 2010 Ngrada Teen Choice za naj TV-serijo med komedijami
- 2010 3 nagrade TCA (program leta; izjemen dosežek v komediji; izstopajoč nov program)

Skupaj že več kot 80 nominacij in več kot 40 nagrad.